# Villa Carl Beckmann

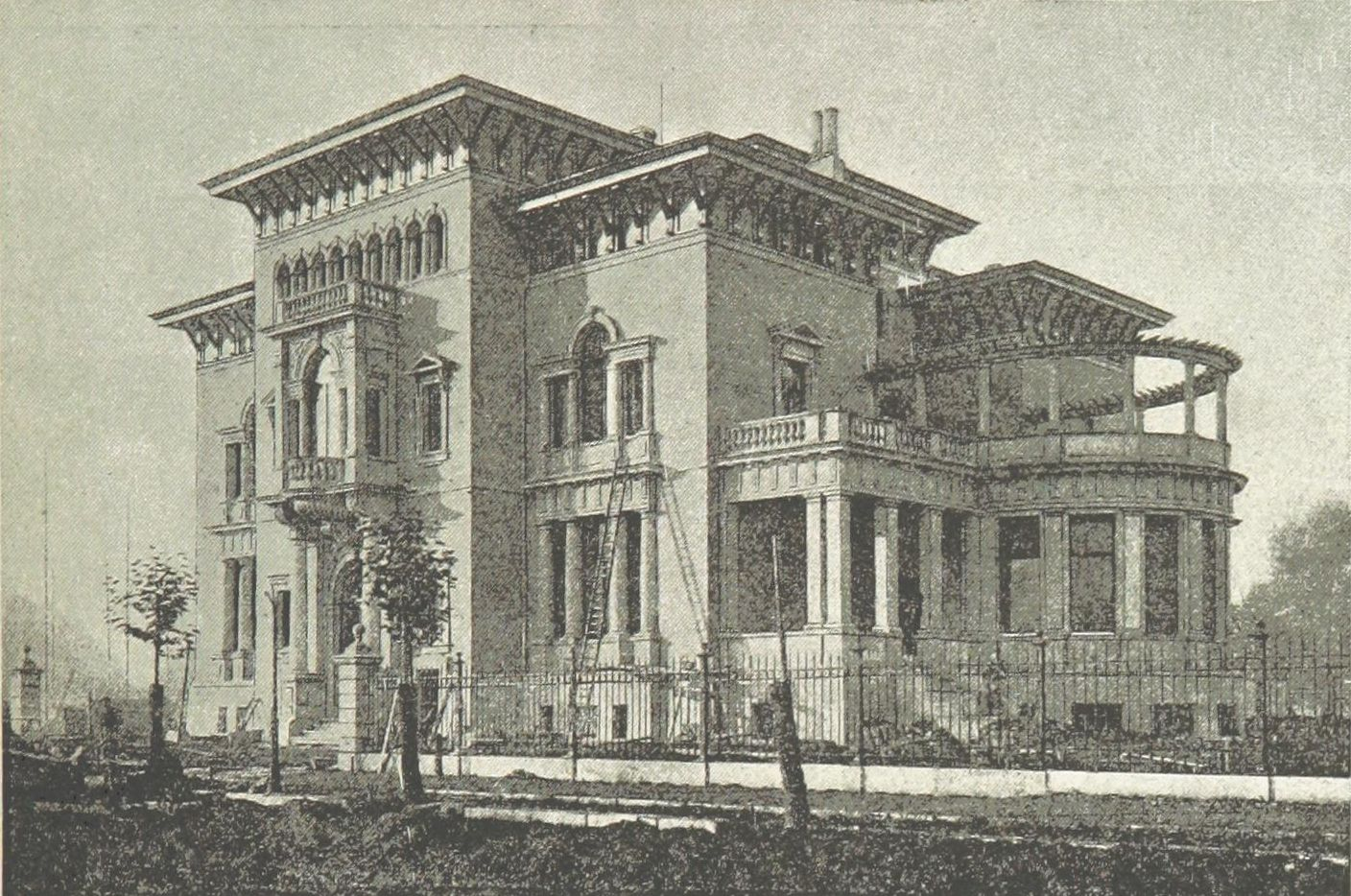
Villa Carl Beckmann (1892)

Die Villa Carl Beckmann war eine großbürgerliche Villa im Leipziger Musikviertel. Das Haus wurde im Zweiten Weltkrieg bei den Luftangriffen auf Leipzig zerstört.

## Geschichte und Beschreibung

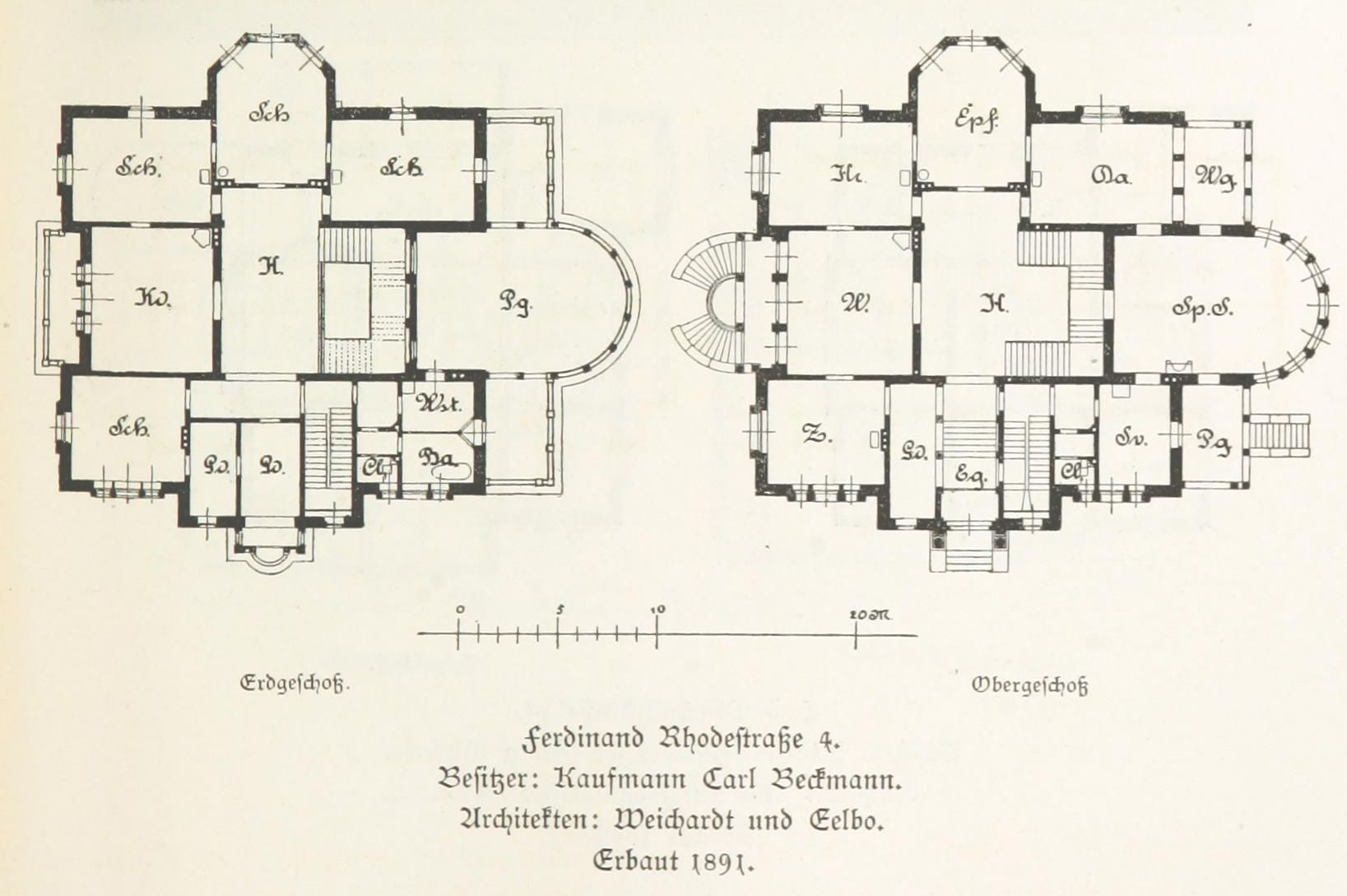
Grundrisse der Villa Carl Beckmann (1892)

Die Villa wurde 1891 von den Architekten Karl Weichardt (1846–1906) und Bruno Eelbo (1853–1917) – Architekturbüro Weichardt & Eelbo – für den Leipziger Kaufmann Carl Beckmann im Stil des Historismus mit stilistischen Merkmalen des Spätklassizismus erbaut und stand auf dem Eckgrundstück Ferdinand-Rhode-Straße 4 / Wächterstraße, dem heutigen Standort des Hochhauses Wächterstraße 36.
Die Abbildung gibt den Blick von der Ferdinand-Rhode-Straße wieder. Der Garten war im Vergleich zu den Nachbarvillen in der Karl-Tauchnitz-Straße etwa um die Hälfte kleiner, da die daneben liegende Villa Hermann Beckmann (Ferdinand-Rhode-Straße 2) den Platz bis zur Ecke an der Karl-Tauchnitz-Straße einnahm. Beide Villen mussten sich den Platz an der Ferdinand-Rhode-Straße teilen, so dass nicht genügend Raum für Stallgebäude und Remisen – wie bei den Nachbarvillen – vorhanden war.
Das Areal der ehemaligen Villa und ihres Gartens wurde mit benachbarten Grundstücken von fünf kriegszerstörten Villen (Villa Gruner, Villa Girbardt, Villa Wölker, Villa Oelßner und Villa Hermann Beckmann) zwischen Ferdinand-Rhode-Straße und Beethovenstraße zusammengelegt, worauf 1970 die drei 16-geschossigen Punkthochhäuser (Typ PH 16) von Walter Havliczek errichtet wurden – im Volksmund „die drei Gleichen“ genannt.